# Nová Ves (Žďár nad Sázavou)
Nová Ves é uma comuna checa localizada na região de Vysočina, distrito de Žďár nad Sázavou.